# Juan de la Mata
Juan de la Mata fue un repostero español del siglo XVIII famoso por haber publicado un libro titulado «Arte de Repostería» (1747) y de subtítulo: «... en que se contiene todo género de dulces secos y en líquido, bizcochos, turrones, natas, bebidas heladas y de todos los géneros, etc., con una buena introducción para conocer las frutas y servirlas crudas». Muchas de las preparaciones tradicionales de la repostería española actual se encuentran en su libro.

## Biografía
Poco se sabe de Juan. Algunas referencias se conocen por la información de la portada de su libro en la que menciona que era natural de Matalavilla, provincia de León. Su obra ha sido referencia para los estudios históricos de recetas del siglo XVIII y hoy en día es fuente de estudio de origen de ciertos platos. Fue repostero jefe en la corte de los reyes españoles Felipe V y Fernando VI e influido por las corrientes europeas italianas y francesas.